# Sandra Romain
Sandra Romain é o nome artístico de Maria Popescu (Timișoara, 26 de março de 1978), é uma atriz pornográfica romena, embora de carreira radicada nos Estados Unidos. Mora atualmente em São Francisco, na Califórnia.

## Biografia
Ela foi descoberta pela agência de filmes adultos chamada "Floyd Agency" no ano de 2001, apesar de ter feito filmes em 2000. Primeirante realizou suas participações em filmes pornográficos quase que exclusivamente na Europa, mas a partir de 2005 se mudou para os Estados Unidos, onde passou a realizar uma quantidade muito maior de filmes pornôs.
Começou a fazer filmes no ano de 2000 e fez até 2006 mais de 270 filmes. De 2000 até 2004 fez relativamente poucos filmes, quase sempre na Europa, no entanto, no ano de 2005 começou a participar mais assíduamente de produções nos EUA, por esse motivo começou a participar de muito mais filmes. Só no ano de 2005 fez por volta de 140 filmes, um recorde absoluto entre as atrizes que mais fizeram filmes em um só ano. Em 2008, já trabalhara em mais de mil filmes.

## Filmografia selecionada
- A2M # 7 (Anal, Facial, DP, A2M)
- Absolute Ass # 4 (Anal, Facial, A2M)
- Amazing POV Sluts # 3 (Anal, Facial, Swallow)
- Anal Assassins (Anal, A2M)
- Anal Cum Swappers # 1 (Anal, Facial, CumSwap, A2M)
- Anal Driller # 6 (Facial, DP)
- Anal Expedition # 1 (Anal, CumSwap)
- Anal Expedition # 3 (Anal, DP, DAP, A2M)
- Anal Expedition # 9 (Anal, Facial, DAP, A2M)
- Anal Instinct 2 (Anal, A2M)
- Anal Intensive # 5 (Anal, Facial, DP, A2M)
- Anal Interpreter (Anal, Facial)
- Anal Sinsations (Anal, Facial, A2M)
- Anal Xcavators (Anal, Facial, DAP, Swallow)
- Appetite For Ass Destruction # 2 (DP)
- Ass 2 Mouth # 3 (Anal, A2M)
- Ass Attack # 3 (Anal, Facial, Swallow, A2M)
- Ass Factor (Anal, A2M)
- Ass Fukt # 1 (Anal, Facial, DP, Swallow, A2M)
- Ass 'troyed # 2 (Anal, Facial, Swallow, A2M)
- Ass Wide Open # 1 (Anal, Facial, DP, DAP)
- Ass Worship # 9 (Anal, CumSwap)
- Assault That Ass # 8 (Anal, Facial, DP, Swallow)
- Assfixiation # 2 (Anal, Facial, A2M)
- Assman # 21 (Anal, Facial, DP, DAP)
- Assploitations 6 (Anal, Facial, DP)
- Assylum (Facial, DP)
- Bet Your Ass # 1 (Anal, Facial, Bald, A2M)
- Bitches In Heat # 2 (Anal, Facial)
- Black In The Ass # 5 (Anal, Facial, A2M)
- Butt Gallery # 1 (Anal, Facial, DAP, A2M)
- Butt Gallery # 2 (Anal, Facial, A2M)
- Butt Quest # 4 (Anal, Facial, Swallow, A2M)
- Christophe's Beautiful Girls # 4 (Anal, Facial, DP, A2M)
- Cum Fart Cocktails # 2 (Anal, Swallow, A2M)
- Cum Guzzlers #5 (Anal, Facial, Swallow)
- Cunt Gushers # 1 (Anal, Facial, Squirt, A2M)
- Debauchery # 12 (Anal, Facial, DP, DAP)
- Dementia # 3 (Anal, Facial, A2M)
- Double Anal Plugged # 1 (Anal, Facial, DP, DAP, Swallow A2M)
- Fucking Assholes # 4 (Facial, DP)
- Full Anal Access # 3 (Anal, Facial, DP, DPP, DAP, Swallow)
- Interracial (Anal, Facial, DP, Swallow)
- Lewd Conduct # 23 (Facial, DP, A2M)
- Passion Of The Ass # 1 (Anal, Facial, DP, DAP, Swallow, A2M)
- Rocco: Animal Trainer # 5 (Anal, DP, A2M)
- Service Animals # 21 (Anal, Facial, DP, DAP)
- Slut Wives (Facial, DP, A2M)
- Sperm Smiles # 1 (Anal, Facial, DP, A2M)
- Sperm Swappers #1 (Anal, Facial, CumSwap, A2M)
- Super Whores # 5 (Anal, Facial)
- Swallow The Leader (Anal, Facial, A2M)
- Ultimate Asses # 2 (Anal, Facial, A2M)
- Un-natural Sex # 13 (Anal, Facial, DP, DAP, Swallow)
- XXX Road Trip # 1 (Anal, Facial, DP, DAP, CumSwap, A2M)

## Prêmios e Indicações

### AVN (Adult Video News)
- 2006 - Melhor na categoria "Sex Scene in a Foreign Shot Production" - Euro Domination (ao lado de Jyl, Kid Jamaica e Nick Land)
- 2006 - Indicada na categoria "performance feminina do ano"
- 2007 - Vencedora nas categorias de melhor cena estrangeira, melhor cena anal, melhor cena grupal e melhor cena a três[3]

### XRCO (X-Rated Critics Organization)
- 2005 - Indicada na categoria "performance feminina do ano"
- 2005 - Indicada na categoria "super slut" (super puta)